# 颂荣短期大学
颂荣短期大学（日语：／ Shōei Tanki Daigaku *），简称颂荣短大，是一所位于日本兵库县神户市东滩区的私立短期大学。

## 概要

### 简介
- 学校最早可以追溯到1889年[1][2]。短期大学为于1950年开办[2]、由学校法人颂荣保育学院经营、来源于美国人女传教士即安妮里昂豪[注 1]创立的培养所、由于教育的基础是新教。为男女同校[3]从1986年。

### 历史
- 1950年 颂荣短期大学成立并同时设置一个学科即保育科[2]。
- 1958年 保育专攻成立于专科[2]。
- 1979年 校园迁址至东滩区御影[2]。
- 2000年 专科的学制从1年延长至2年[2]。

### 宪章
- 请参看颂荣短期大学的标志 （页面存档备份，存于） （日語） 2014年5月23日阅览。

## 学校环境
- 校区：在兵库县神户市东滩区

## 历任校长
- 服部祥子：现在短期大学校长[4]

## 组织

### 学科
- 保育科

### 专科
| - 保育专攻 |

### 业余课程
| - 没有 |

### 附属学校
- 幼儿园[5][注 2]

### 附属机关
| - 图书馆 |

## 相关链接
- 日本短期大学列表